# Jean Bonfa
Jean Bonfa, né le 30 mai 1638 à Nîmes et décédé le 5 décembre 1724 à Avignon, est un astronome, cartographe et père Jésuite français. Il est l'auteur de l'horloge solaire du lycée Stendhal. 

## Biographie

### Jeunesse et études
Jean Bonfa nait à Nîmes le 30 mai 1638, à Firmin Bonfa, un bourgeois nîmois, et Jeanne Anse, native de Tarascon. Il est baptisé le 8 août 1645.
Bonfa se démarque par son esprit et fréquente le Collège de Nîmes, se distinguant dans les humanités et la philosophie. Son amour pour les études le pousse à rejoindre la Société de Jésus à seize ans, en 1654.

### Travaux

#### Enseignement
Il étudie et enseigne les humanités, puis la philosophie et la théologie, et devient enseignant de théologie à Avignon. Entre 1670 et 1683 il enseigne les mathématiques et la théologie aux collège jésuite de Grenoble, puis au Collège des Jésuites d'Avignon, où il passera la majeure partie de sa carrière,. Affable et bon pédagogue, il est apprécié par les écoliers. 

#### Astronomie

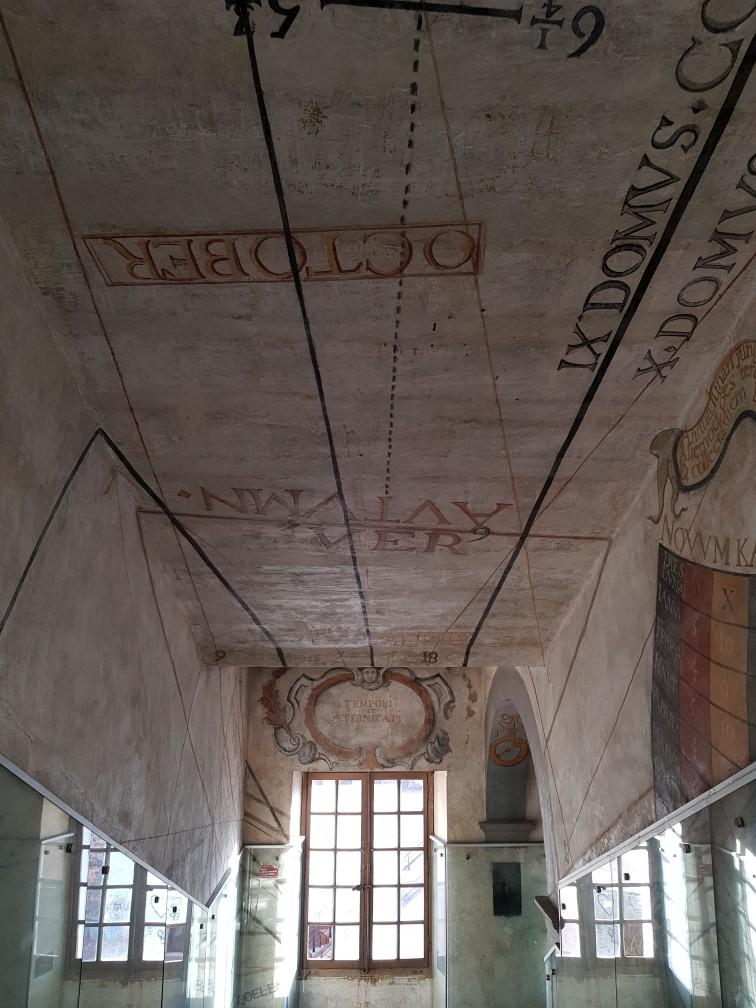
Vue sur une partie de l'horloge solaire du lycée Stendhal.

Au collège jésuite de Grenoble il réalise en 1673 une horloge solaire très élaborée dans la cage de l'escalier sud. Celle-ci, toujours visible et restaurée en 1984, a été classée monument historique en 1920.  
Puis, au Collège des Jésuites d'Avignon, centre astronomique important disposant d'un observatoire, il effectue plus d'une vingtaine d'observations d'éclipses solaires et lunaires entre 1678 et 1706 qui sont reproduites dans les Annales célestes du XVIIe siècle d'Alexandre Guy Pingré,. De 1680 à 1682, il est envoyé enseigner la géométrie et l'hydrographie à Marseille, et continue des travaux astronomiques. 

#### Cartographie

Carte du Comtat Venaissin par Jean Bonfa.

Il correspond avec Cassini afin de déterminer la latitude d'Avignon pour en dresser le plan. Cherchant à obtenir la plus grande précision, il tient compte de la réfraction atmosphérique, qu'il intègre dans ses mesures contrairement aux autres cartographes contemporains. Il publie des travaux en topographie et réalise plusieurs cartes, dont une du Comtat Venaissin. Cette dernière, représentant un État pontifical à l'époque menacé par la France, contient des inexactitudes étonnantes compte tenu du grand savoir du père Bonfa, et présente des éléments favorisant les intérêts du Pape. 

### Décès
Jean Bonfa décède à Avignon le 5 décembre 1724 à l'âge de 86 ans.

## Distinctions
- Il devient directeur de l’École d'Ingénieurs Hydrographes fondée par Colbert à Marseille[4].
- Il est nommé membre correspondant de Thomas Gouye et de Jean-Dominique Cassini le 4 mars 1699 à l'Académie royale des Sciences[9].
- Il devient cartographe émérite du Comtat Venaissin[4].